# شهر اناکو
شهر اناکو (به اسپانیایی: Anaco Municipality) یک سکونتگاه مسکونی در ونزوئلا است که در ایالت آنسوآتگی واقع شده‌است.

## خصوصیات
شهر اناکو ۱۲۴٬۴۳۱ نفر جمعیت دارد.